# مورتون-این-مارش
latitudeمورتون-این-مارشlongitudeمورتون-این-مارش
مورتون-این-مارش (به انگلیسی: Moreton-in-Marsh) یک شهرک در بریتانیا است که در انگلستان واقع شده‌است.

## خصوصیات
مورتون-این-مارش ۳٬۱۹۸ نفر جمعیت دارد.